# Jürgen Uhde
Jürgen Uhde (* 24. September 1913 in Hamburg; † 1. September 1991 in Bad Soden am Taunus) war ein deutscher Pianist, Klavierpädagoge und Musikschriftsteller. Er war Professor für das Fach Klavier an der Hochschule für Musik und Darstellende Kunst in Stuttgart.

## Lehre und Wirkung
Jürgen Uhde hat sich neben seiner pädagogischen Tätigkeit als Klavierprofessor und konzertierender Pianist besonders mit der Theorie der musikalischen Darstellung beschäftigt. In zahlreichen Vorträgen, Rundfunksendungen und Kursen hat er versucht, seine Ideen auch musikinteressierten Laien näher zu bringen. Schwerpunkt der praktischen Arbeit in den Klavierkursen war das Erarbeiten allgemeiner Prinzipien eines effektiven und physiologisch richtigen Übens. Er leistete mit seiner Betonung eines körperlich entspannten Übens, der Abkehr von veralteten, Verkrampfungen begünstigenden Fingersätzen, einen Beitrag zur Prävention von Spielschäden, die in der modernen Klavierpädagogik eine wichtige Rolle spielt. Seine musikphilosophisch-musizierpraktischen Erkenntnisse gipfeln in der Darlegung der musikalischen Mimesis, wie er sie (gemeinsam mit Renate Wieland) in „Denken und Spielen“ sowie „Forschendes Üben“ ausführlich erörtert und angewendet hat.
Der Erfolg von Uhdes pädagogischer Tätigkeit beruhte auf seiner geist- und humorvollen Art, mit der er es verstand, dem Schüler klarzumachen, dass mit einer richtigen Übetechnik, auch schwierige technische Probleme zu lösen sind.
Das Grab von Jürgen Uhde befindet sich auf dem Friedhof St. Peter in Bietigheim-Bissingen.
Der Sohn Jürgen Uhdes, Michael Uhde (7. Februar 1953 bis 8. Januar 2024) war Professor für Klavier und Kammermusik an der Hochschule für Musik Karlsruhe.

## Wichtige Schüler
- Gerhard Eckle (* 1935), Pianist, Schulmusiker und Astrologe
- Helmut Lachenmann (* 1935), Komponist und Kompositionslehrer
- Gerhard Schnitter (* 1939), Musikproduzent und Komponist des Neuen Geistlichen Liedes
- Angelika Nebel (* 1947), Pianistin und Hochschullehrerin
- Dieter Weber (1931–1976), Konzertpianist und Klavierpädagoge
- Michael Wendeberg (* 1974), Dirigent und Pianist
- Michael Uhde (1953–2024), Pianist und Hochschullehrer
- Markus Stange, Pianist und Hochschullehrer
- Roland Keller, Pianist und Hochschullehrer

## Schriften (Auswahl)
- Der Dienst der Musik (Vortrag, gehalten in der Stuttgarter „Privatstudiengesellschaft“ im November 1949). Zollion-Zürich 1950 (= Theologische Studien. Eine Schriftenreihe, hg. von Karl Barth, 30)
- Eine Theorie des Übens am Klavier. In: Musica, Bärenreiter-Verlag, Kassel, 1973, Jg. 27/1 S. 19ff.
- Bartók, Mikrokosmos: Spielanweisungen und Erläuterungen. Eine Einführung in das Werk und seine pädagogischen Absichten. Zur Neubewertung von Béla Bartóks Mikrokosmos. Gustav Bosse Verlag, Regensburg, 1952, ISBN 3-7649-2333-4; 2. Auflage 1988.
- Béla Bartók. Kolloquium Verlag, Berlin, 1959 (= Köpfe des XX. Jahrhunderts, 11).
- Prisma der gegenwärtigen Musik. Tendenzen und Probleme des zeitgenössischen Schaffens, hrsg. von Joachim Ernst Berendt und Jürgen Uhde. Furche, Hamburg 1959
- Arnold Schönberg [in:] Juden, Christen, Deutsche, Stuttgart und Olten/Freiburg i. Br., 1961, 7 Seiten
- Beethovens Klaviermusik. 3 Bände. Reclam-Verlag, Stuttgart, 1968–1974 (und öfter), ISBN 3-15-018958-6.
- [gemeinsam mit Renate Wieland] Denken und Spielen. Studien zu einer Theorie der musikalischen Darstellung. Bärenreiter-Verlag, Kassel, 1988 (2. Auflage 1990).
- [gemeinsam mit Renate Wieland posthum] Forschendes Üben. Wege instrumentalen Lernens. Über den Interpreten und den Körper als Instrument der Musik. Bärenreiter-Verlag, Kassel, 2002.